# Aberdeen (Carolina del Norte)
Aberdeen es un pueblo ubicado en el condado de Moore en el estado estadounidense de Carolina del Norte. El pueblo en el año 2000, tenía una población de 3.400 habitantes en una superficie de 16 km², con una densidad poblacional de 314,6 personas por km².

## Geografía
Aberdeen se encuentra ubicado en las coordenadas 35°8′19″N 79°25′40″O / 35.13861, -79.42778. Según la Oficina del Censo, el pueblo tiene un área total de 16 km² (6,2 mi²), de la cual 16 km² (6,2 mi²) es tierra y 0 km² (0 mi²) (0.0%) es agua.

### Localidades adyacentes
El siguiente diagrama muestra a las localidades en un radio de 12 kilómetros (7,5 mi) de Aberdeen.

## Demografía
En el 2000 la renta per cápita promedia del hogar era de $31.911, y el ingreso promedio para una familia era de $42.383. El ingreso per cápita para la localidad era de $18.045. En 2000 los hombres tenían un ingreso per cápita de $30.906 contra $23.403 para las mujeres. Alrededor del 13.80% de la población estaba bajo el umbral de pobreza nacional.